# NK Kamen Ingrad Velika
Maillots
Le NK Kamen Ingrad Velika était un club de football croate basé à Velika.

## Historique
- 1929 : fondation du club sous le nom de NSK Velika
- 1999 : le club est renommé NK Kamen Ingrad Velika
- 2003 : 1re participation à une Coupe d'Europe (C3, saison 2003/04)

## Bilan européen
Note : dans les résultats ci-dessous, le score du club est toujours donné en premier
| Saison    | Compétition     | Tour              | Club               | Domicile | Extérieur | Total |
| --------- | --------------- | ----------------- | ------------------ | -------- | --------- | ----- |
| 2003-2004 | Coupe UEFA      | Tour préliminaire | Etzella Ettelbruck | 7 - 0    | 2 - 1     | 9 - 1 |
| 2003-2004 | Coupe UEFA      | Premier tour      | Schalke 04         | 0 - 0    | 0 - 1     | 0 - 1 |
| 2004      | Coupe Intertoto | Deuxième tour     | Spartak Moscou     | 0 - 1    | 1 - 4     | 1 - 5 |

Légende
- Victoire ou qualification pour le tour suivant
- Match nul
- Défaite ou élimination de la compétition